# Кириллова, Роксана Сергеевна
Роксана Сергеевна Кириллова (2 июня 1922, Полтава — 28 ноября 2008, Москва) — советский и российский скульптор, заслуженный художник Российской Федерации (1999).
Училась в Московском художественном институте им. В.И. Сурикова (1945-49). С 1948 года — участница выставок в России и за рубежом. 
Ею созданы замечательные портреты животных — собак, кошек. Вершина её творчества — портреты лошадей.
Работы Кирилловой приобретены Государственной Третьяковской галереей, Русским музеем, Музеем коневодства МСХА, Дарвиновским музеем.

## Работы
- скульптура «Юность (Купание лошадей)» в сквере перед Московским ипподромом (1965).
- скульптура «Громова на Диде», бронза, выставлялась в московском Манеже[2].
- памятник дружине Александра Невского во Пскове на горе Соколиха (Кириллова была соавтором своего мужа, скульптора, И. И. Козловского) (1993).

Памятник дружине Александра Невского, Псков